# Arabinozyd cytozyny
Arabinozyd cytozyny (cytarabina, ARA-C) – organiczny związek chemiczny, modyfikowany nukleozyd, antymetabolit cytozyny, w którym ryboza została zastąpiona arabinozą. Inhibitor replikacji DNA, łączący się z matrycą DNA u eukariota, uniemożliwiając jej rozkręcenie i rozplecenie.
Wykorzystywany w hematologii jako lek przeciwnowotworowy w leczeniu białaczek, ziarnicy złośliwej i chłoniaków nieziarniczych. Jest zaliczona do cytostatyków o dużym ryzyku wywołania wymiotów.

## Preparaty
Nazwy handlowe preparatów dostępnych w Polsce: Cytosar, Alexan.